# ویلیام مایرز
ویلیام مایرز (انگلیسی: William Meyers; ۲۳ ژوئیهٔ ۱۹۴۳ – ۷ مهٔ ۲۰۱۴) بوکسور اهل آفریقای جنوبی بود.